# برادفورد كوكس
برادفورد كوكس (بالإنجليزية: Bradford Cox)‏ (و. 1982  م) هو مغن مؤلف، ومغني، وملحن، وعازف قيثارة أمريكي، ولد في أثينا، يستخدم آلات قيثارة.

## وصلات خارجية
- برادفورد كوكس على موقع IMDb (الإنجليزية)
- برادفورد كوكس على موقع ميوزك برينز (الإنجليزية)
- برادفورد كوكس على موقع ميوزك برينز (الإنجليزية)
- برادفورد كوكس على موقع رولينغ ستون (الإنجليزية)
- برادفورد كوكس على موقع أول ميوزيك (الإنجليزية)
- برادفورد كوكس على موقع أول ميوزيك (الإنجليزية)
- برادفورد كوكس على موقع ديسكوغز (الإنجليزية)
- برادفورد كوكس على موقع ديسكوغز (الإنجليزية)
- برادفورد كوكس على موقع قاعدة بيانات الفيلم (الإنجليزية)

- برادفورد كوكس في قاعدة بيانات الأفلام على الإنترنت